# Storia del Rangers Football Club
La storia del Rangers Football Club ha inizio nel 1872. Nel corso dei decenni la società calcistica di Glasgow ha conquistato diversi trofei anche in campo internazionale.

## Dalle origini al nuovo secolo (1872-1900)
Nel 1872, a Glasgow, i fratelli Peter e Moses McNeil, William McBeath e Peter Campbell furono incuriositi e divertiti da una partita di calcio cui avevano assistito di recente e si riunirono per formare un club calcistico. La prima partita della neonata squadra fu nel maggio 1872 (per la cronaca, un pareggio per 0-0 contro il Callander Football Club). Sfogliando un libro sul rugby, Moses McNeil vide il nome Rangers, che gli piacque subito e con il quale battezzò anche la squadra di calcio da lui co-fondata. Con quel nome la squadra giocò la sua seconda e ultima partita per quell'anno, una vittoria per 11-0 contro un non meglio identificato Clyde, altra squadra di Glasgow.
A piccoli passi, ma progressivamente, la squadra crebbe e già nel 1876 Moses McNeil divenne il primo giocatore dei Rangers a vestire la maglia della nazionale scozzese per un'amichevole contro il Galles. Nel 1877 e nel 1879 i Rangers arrivarono alla finale della Coppa di Scozia, entrambe le volte persa contro il Vale of Leven. Del 1888 è, invece, il primo di oltre 370 derby cittadini contro il Celtic, perso per 2-5, che diede origine alla Old Firm. Il 1890 vide i Rangers tra i fondatori della Lega Calcio scozzese e l'anno successivo li vide campioni nazionali a pari merito del Dumbarton, squadra contro la quale i Rangers pareggiarono 2-2 nell'incontro di spareggio per il titolo dopo che la stagione regolare li aveva visti finire appaiati in testa alla classifica. Nel 1894 arrivò la prima vittoria nella Coppa di Scozia, al termine della finale vinta per 3-1 contro i rivali del Celtic. Precedentemente, quando la Lega Calcio scozzese ancora non era stata costituita, i Rangers giocarono anche nella Coppa d’Inghilterra, della quale raggiunsero nel 1887 la semifinale, poi persa contro l'Aston Villa.
Gli ultimi quattro anni del secolo videro i Rangers aggiudicarsi due Coppe (1897 e 1898) e due titoli di campione di Scozia (1899 e 1900) consecutivi. Il campionato 1898/99, in particolare, è degno di nota perché la squadra vinse tutte le 18 partite in calendario.
Fino a quel momento la squadra non aveva una struttura societaria definita, come neppure un allenatore: fu proprio nel 1899 che il club divenne una società regolarmente registrata e al dirigente addetto all'arbitro William Wilton venne affidato il ruolo di allenatore. Venne anche formato un consiglio d'amministrazione e fu eletto presidente James Henderson.

## Wilton e Struth: mezzo secolo di successi (1901-1954)
Sotto la guida di William Wilton - affiancato, in seguito, dal suo vice Bill Struth - la squadra vinse sette titoli nel primo ventennio del nuovo secolo, dal 1901 al 1920. In particolare, quest'ultimo titolo giunse al termine di una stagione da record: avendo mancato di riconfermarsi campioni nel 1919, i Rangers affrontarono il torneo successivo decisi a riprendersi il primo posto, e lo ottennero alla fine di un campionato in cui segnarono 106 goal in 42 incontri. Wilton non fece in tempo, tuttavia, a godersi l'ennesimo trionfo perché morì nel maggio del 1920 a causa di un incidente in barca, cosa questa che portò Struth alla guida della squadra per 34 stagioni consecutive, fino al 1954: in quel periodo l'ex braccio destro di Wilton portò nella bacheca dei Rangers 18 titoli di campione scozzese, 10 Coppe di Scozia e anche 2 Coppe di Lega, dando al club anche il primo treble scozzese nel 1948/49.

## Scott Symon e l'Europa (1954-1967)
Bill Struth lasciò l'incarico di allenatore nel 1954 dopo il double di un anno prima e il suo posto fu preso da Scott Symon, il terzo allenatore in 55 anni di storia societaria dei Rangers. Symon rimase per 13 stagioni alla guida della squadra, nel corso dei quali la condusse fuori dai confini del Regno Unito con risultati anche di rilievo: l'UEFA aveva, infatti, istituito nel 1955 la Coppa dei Campioni e, nel 1960, la Coppa delle Coppe. A fronte, quindi, dei sei titoli nazionali (1956, 1957, 1959, 1961, 1963 e 1964) e delle cinque Coppe di Scozia (1960, 1962, 1963, 1964 1966), nonché l'ennesimo treble campionato / Coppa di Scozia / Coppa di Lega nel 1964, arrivò anche la prima partecipazione alla Coppa dei Campioni 1956/57, che si risolse in un'eliminazione a opera del Nizza nella terza partita di spareggio agli ottavi di finale. Nel 1959/60 la squadra arrivò fino alla semifinale, perdendo contro l'Eintracht Francoforte con un complessivo 4-12 (1-6 e 3-6), ma nel 1961 fu la prima squadra britannica a raggiungere una finale europea, quella della Coppa delle Coppe, persa con un complessivo 1-4 contro la Fiorentina (0-2 a Glasgow, 1-2 a Firenze). Prima di lasciare l'incarico, Symon guidò i Rangers a un'altra finale di Coppa delle Coppe, quella del 1966/67, persa contro il Bayern Monaco ai tempi supplementari (nella stessa stagione in cui il Celtic vinceva la Coppa dei Campioni).

## Waddell e il successo europeo (1969-1972)
Barcellona, Camp Nou, 24 maggio 1972
RANGERS - Dinamo Mosca 3-2
Marcatori: 23’ Stein, 40’ e 49’ Johnston, 60’ Estrekov, 87’ Makhovikov.
RANGERS: McCloy, Jardine, Greig (c), Johnstone, Mathieson, D. Smith, Conn, MacDonald, McLean, Stein, Johnston.
Allenatore: William Waddell.
DINAMO MOSCA: Pil'guj, Basalaev, Szabó (c), Žikov, Dolbosonov (69’ Gerškovič), Žukov, Dolmatov, Makhovikov, Bajdačnyj, Žakubik (56’ Eštrekov), Evrjužikhin.
Allenatore: Konstantin Beskov.
Arbitro:  Ortiz de Mendebil.
L'uscita di Symon fu seguita da un breve interregno di Davie White, durato due stagioni prive di successi. Nel 1969 giunse sulla panchina dei Rangers il quinto tecnico della storia del club, Willie Waddell. A lui è legato l'unico successo della squadra fuori dai confini patrii, la Coppa delle Coppe 1971-72 vinta battendo la Dinamo Mosca per 3-2 al Camp Nou di Barcellona, in una finale che vide anche l'invasione di campo di circa 10.000 scozzesi ubriachi a un minuto dalla fine dell'incontro; invasione ripetuta al fischio finale, che impedì la cerimonia di premiazione e che diede vita ad accesi scontri non privi di brutalità con la polizia di Franco. L'invasione costò ai Rangers la squalifica internazionale per due stagioni, poi ridotte a una dall'UEFA, ma anche così la squadra, che aveva fallito per un punto la scalata al titolo nazionale, non poté difendere nella stagione successiva la Coppa vinta.
La vittoria europea, comunque, giungeva poco meno di un anno e mezzo dopo il secondo grande disastro di Ibrox del 1971 e fu vissuta come l'uscita da un lungo periodo buio. Poche settimane dopo la vittoria della Coppa delle Coppe Waddell lasciò l'incarico per diventare direttore generale del club, e il suo posto fu preso dal suo ex-braccio destro John “Jock” Wallace jr., figlio d'arte.

## Wallace jr. 1 (1972-1978)
Jock Wallace jr., calciatore, tecnico e a sua volta figlio di calciatore, assunse la direzione tecnica della squadra in un periodo fecondo per il club. Nelle sue sei stagioni sulla panchina dei Rangers vinse tre titoli nazionali (1975, 1976 e 1978, l'ultimo dei quali ottenuto nel campionato riformato a 10 squadre con doppia andata e un ritorno, formula a tutt'oggi adottata in Scozia). Il campionato del 1975 interruppe una serie di nove titoli consecutivi vinti dagli eterni rivali del Celtic, che già avevano avuto modo di collaudare la tenuta dei Rangers sotto la guida di Wallace nella sua stagione d'esordio, risultando sconfitti nella finale di Coppa di Scozia 1972/73 per 3-2. A Wallace si devono anche il terzo e quarto treble del club, rispettivamente nel 1976 e nel 1978, anno in cui, inaspettatamente e senza alcuna spiegazione, il tecnico si dimise. Grazie, tuttavia, al gran raccolto di successi del decennio quasi al termine, i Rangers divennero il club più titolato di Scozia. Il posto di Wallace fu preso da uno dei protagonisti di quel periodo, l'ex calciatore John Greig.

## John Greig (1978-1983)

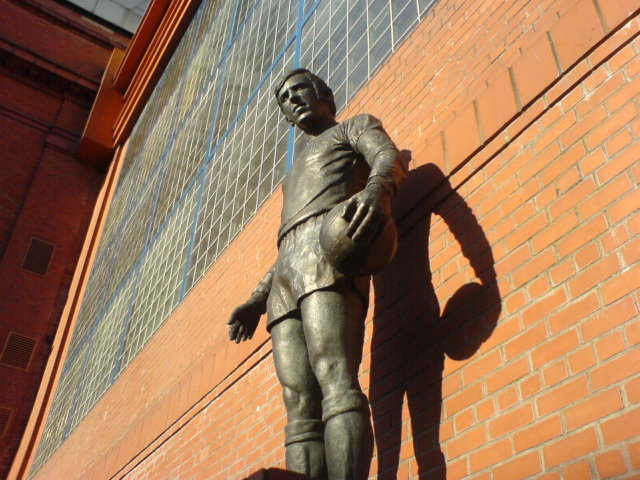
Statua di John Greig ad Ibrox

Al primo turno della Coppa dei Campioni 1978/79 Greig trovò subito un'avversaria difficile, la Juventus, tuttavia superata 2-1 nel doppio confronto (0-1 a Torino, 2-0 a Glasgow); fu poi il turno del PSV, regolato per 3-2 (maturato nel ritorno a Eindhoven dopo che il confronto d'andata a Glasgow si era chiuso a reti bianche); il cammino si interruppe ai quarti contro il Colonia, che fece pesare l'1-0 dell'andata e che impose l'1-1 in Scozia per un 1-2 finale che estromise i Rangers dalla Coppa. L'eliminazione europea, seppure tutto sommato accettabile, nascondeva, altresì, l'inizio di una crisi: la squadra perse la testa del campionato scozzese, fino a quel momento condotto senza troppi affanni, e iniziò così un periodo nero che coinvolse i Rangers (in cinque anni di guida tecnica di Greig solo due Coppe di Scozia nel 1979 e nel 1981, e due Coppe di Lega nel 1979 e nel 1982) e, più in generale, tutto il calcio di Glasgow, che coincise con l'ascesa alla ribalta delle - fino ad allora - squadre di secondo piano dell'Aberdeen (vincitore della Coppa delle Coppe 1982/83 contro il Real Madrid) e Dundee Utd. (campione scozzese nel 1983 e semifinalista di Coppa dei Campioni 1983/84, sconfitta dalla Roma con un 2-3 complessivo). Nonostante le Coppe vinte, Greig non riuscì mai a vincere il titolo nazionale e si dimise nel 1983.

## Wallace jr. 2 (1983-1986)
I Rangers riassunsero Jock Wallace sperando che questi fosse capace di ripetere i successi di dieci anni prima, ed effettivamente questa era anche la sua speranza, dopo avere allenato senza grande successo in Inghilterra il Leicester. Voci mai confermate vollero, tuttavia, che Wallace fosse non più che una terza scelta, chiamato solo dopo i rifiuti di Jim McLean e Alex Ferguson, allenatori rispettivamente del Dundee Utd. e dell'Aberdeen sulla cresta dell'onda in quegli anni, di guidare i Rangers. Nonostante la vittoria in due Coppe di Scozia consecutive, nel 1984 e nel 1985, tuttavia, Wallace non riuscì mai a far cambiare passo alla squadra. Durante il campionato 1985/86, quando la squadra scivolò al quinto posto in classifica senza prospettive di miglioramento, Wallace fu licenziato: dall'ultimo titolo vinto erano passati ormai otto anni e due allenatori.

## Graeme Souness e il ritorno al primato (1986-1991)
Nel 1986, lo scozzese Graeme Souness, già pluridecorato in Inghilterra con il Liverpool e reduce da un biennio in Italia con la Sampdoria, fece ritorno in patria e fu ingaggiato dai Rangers come giocatore-allenatore. La manovra faceva seguito alla decisione presa dal proprietario del club (lo scozzese residente negli USA Lawrence Marlborough), preoccupato dell'assenza di risultati degli ultimi anni, di mettere pesantemente mano al management societario: già uno dei suoi primi atti era stato quello di insediare alla presidenza del club David Holmes, il cui programma era quello di ingaggiare gli scozzesi di spicco che si erano distinti nel campionato inglese. Souness fu, appunto, uno di essi.
In Inghilterra Souness aveva vinto cinque campionati e tre Coppe dei Campioni e, in Italia, aveva dato il suo contributo alla vittoria della prima Coppa Italia da parte della Sampdoria; il ritorno in Scozia segnò anche il ritorno alla vittoria dei Rangers, che rivinsero subito il campionato alla prima stagione sotto la sua guida, dopo nove anni di assenza al vertice. Il successo fu bissato dalla vittoria in Coppa di Lega, vinta battendo in finale, per l'ennesima volta, il Celtic. David Murray rilevò nel 1988 la proprietà del club da Marlborough e tra i suoi primi atti vi fu la riconferma di Souness come giocatore-allenatore. Questi ripagò la fiducia vincendo tre campionati consecutivi, l'ultimo dei quali solo da allenatore, avendo egli cessato l'attività agonistica alla fine della stagione 1989/90. Quelli di Souness furono i primi tre di una serie, poi continuata dal suo successore, di nove titoli consecutivi.
Il periodo di Souness alla guida dei Rangers fu uno dei più prestigiosi della storia del club e, in generale, di tutto il calcio scozzese: a seguito del bando quinquennale inflitto dall'UEFA alle squadre inglesi dopo il disastro dell’Heysel del 1985 a Bruxelles, le scozzesi divennero le più credibili rappresentanti del Regno Unito in Europa, e numerosi calciatori, inglesi e non, provenienti dalla First Division si trasferirono nella lega scozzese, tra cui Ray Wilkins, Chris Woods e Terry Butcher (tutti nazionali inglesi). Non mancarono anche polemiche dovute a ragioni extracalcistiche: nel 1989, per la prima volta, i Rangers ingaggiarono un giocatore cattolico scozzese di alto profilo, Mo Johnston, cosa questa che causò aspre critiche sia da parte dei tifosi della squadra (che videro nell'ingaggio di un cattolico scozzese il venir meno alle tradizioni del club), sia da parte di quelli cattolici dei Celtic, che tacciarono Johnston di tradimento.
Nonostante i suoi successi con la squadra, Souness non si integrò mai totalmente nel sistema-calcio scozzese. Bersagliato da numerose sanzioni disciplinari (fu addirittura espulso al suo esordio assoluto nei Rangers il 9 agosto 1986) fu molte volte inibito anche da allenatore.
Souness lasciò i Rangers nel 1991 per tornare al Liverpool: la sua ultima stagione coincise con un campionato vinto all'ultima giornata sul filo di lana battendo a Ibrox i rivali per il titolo dell'Aberdeen. L'addio di Souness suscitò sentimenti contrastanti tra i tifosi dei Rangers: a dispetto dei suoi successi, molti si lagnarono per quello che fu visto come un tradimento; altri, più semplicemente, si dichiararono delusi. I sostenitori ebbero altresì gioco facile a mettere in risalto la differenza tra i risultati ottenuti in cinque anni da Souness con quelli dei suoi due predecessori in nove. Tutti, in generale, sostenitori e detrattori, furono comunque concordi nell'affermare che quelli di Souness furono gli anni più drammatici e movimentati della storia del club. A Walter Smith, già vice di Souness e suo successore sulla panchina, toccò il compito di continuare ad assicurare al club il successo a cui il suo ex capo-allenatore l'aveva portato.

## Walter Smith 1, il record (1991-1997)
Walter Smith, che raccolse l'eredità di Souness, vinse subito il titolo nel 1992, quarto consecutivo del club, e l'anno dopo condusse i Rangers a una delle migliori stagioni della sua storia: non solo lo portò al quinto treble, ma giunse a un passo dalla finale della Coppa dei Campioni 1992-93: dopo avere eliminato i campioni inglesi del Leeds Utd negli ottavi di finale, nella fase a gruppi i Rangers si trovarono a contendere all'Olympique Marsiglia il primo posto del raggruppamento, che avrebbe permesso di giocare la finale di Monaco di Baviera. Per un solo punto, e nonostante i Rangers avessero finito imbattuti la competizione, furono i francesi a vincere il Gruppo A e andare in finale a battere il Milan. L'anno successivo la squadra conseguì il double campionato / Coppa di Lega e mancò il suo sesto treble perdendo la finale di Coppa di Scozia contro il Dundee Utd. Giocatori di spicco arrivarono in quel periodo, tra cui Brian Laudrup e Paul Gascoigne (entrambi al termine di esperienze con rendimento alterno in Italia), e Smith guidò la squadra anche alla conquista dei campionati 1995, 1996 e 1997, per un personale di sei titoli consecutivi, che significarono, sommati ai tre di Souness, nove per il club e record del Celtic eguagliato. La stagione successiva, l'ultima di Smith alla guida della squadra, vide il tecnico mancare il suo settimo titolo consecutivo e il decimo dei Rangers. Nel giugno 1998 Smith firmò per l'Everton e, al pari suo, anche diversi giocatori lasciarono il club, tra cui Laudrup, McCoist e Gough.

## Advocaat, "il Piccolo Generale" (1998-2001)

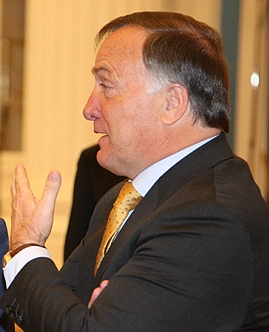
Dick Advocaat, primo allenatore non scozzese della storia dei Rangers

Per sostituire Walter Smith fu chiamato nel 1998 l'olandese Dick Advocaat, soprannominato "Il Piccolo Generale". Proveniente dal PSV, fu il primo allenatore non scozzese a guidare la squadra. Il suo ingaggio fu visto come l'intenzione, da parte dei vertici societari, di competere con i club europei di alto profilo. Già da tempo, infatti, David Murray sosteneva che i Rangers non dovevano essere valutati tanto per i successi domestici, quanto per le prestazioni in campo europeo, specialmente nella remunerativa Champions League. Tuttavia, nonostante le cifre investite nella squadra, l'affermazione a livello continentale non arrivò e, quando Advocaat lasciò il club, la sua eredità consisté in un passivo di bilancio che menomò finanziariamente i Rangers per alcuni anni: in effetti, il budget messo a disposizione del tecnico olandese fu ingente, se messo a confronto con campagne acquisti precedenti e successive. 36 milioni di sterline (55 milioni di euro) furono impiegati per l'acquisto dei compatrioti Numan e van Bronckhorst, acquisti tutto sommato riusciti, anche se parzialmente vanificati da altri come quello di Andrej Kančelskis, che non rese secondo le aspettative.
Se in campo nazionale Advocaat rispettò le previsioni ottenendo il sesto treble per il club nel 1999 e il double campionato/Coppa di Scozia nel 2000, in campo europeo i successi continuarono a non arrivare. Nella Coppa UEFA 1998/99 non riuscì a superare gli ottavi di finale, perdendo contro il Parma; sconfitta riscattata l'anno seguente nel terzo turno preliminare di Champions’ League quando i Rangers si qualificarono alla fase a gironi proprio a spese degli emiliani.

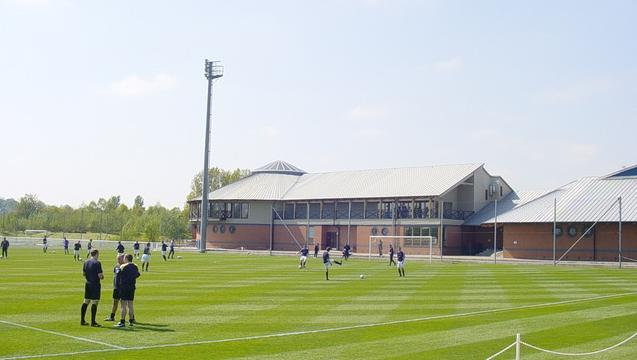
Il campo di allenamento di Murray Park

Nel girone però l'undici di Glasgow arrivò solo terzo venendo ripescato in Coppa UEFA da cui però uscì subito, sconfitta dal Borussia Dortmund. Nonostante gli arrivi di altri giocatori di spicco, come il norvegese Flo e l'olandese Ronald De Boer l'allenatore olandese non riuscì mai ad arrivare oltre gli ottavi di finale delle competizioni europee cui partecipò in quel periodo. In aggiunta a ciò, i metodi di Advocaat, causa di tensioni e divisioni nello spogliatoio, portarono molti giocatori a chiedere di lasciare la società. Dopo una stagione, la 2000/01, priva di risultati e con il Celtic autore del treble, Advocaat decise di lasciare le funzioni da tecnico per mantenere quelle direttive in ambito societario, che tenne per altri 11 mesi fino alle sue definitive dimissioni nel 2002.

Il triennio di Advocaat a Glasgow fu contraddittorio. Mentre da un lato operazioni come la costruzione di Murray Park, un centro di allenamento moderno costato 14 milioni di sterline, necessario per la preparazione dei calciatori in vista degli incontri di alto livello e per la formazione di giovani talenti nati in casa, fu vista come un progetto estremamente funzionale agli obiettivi del club, dall'altro l'esasperato professionismo di stampo continentale del tecnico olandese, non pienamente assimilato dall'ambiente circostante, fu visto come fonte di contrasto. A prescindere dalle cause della non completa riuscita del suo progetto, il rosso di bilancio lasciato da Advocaat impedì di fatto ai Rangers per diverse stagioni di condurre un mercato in linea con le loro ambizioni europee.

## Alex McLeish e le nozze d'oro con il titolo (2001-2006)
Quando Alex McLeish assunse la guida del club nel dicembre del 2001, ben pochi invidiarono la sua posizione, dovendosi egli trovare a guidare la pesante eredità tecnico-finanziaria lasciata da Advocaat, che in pratica si traduceva nell'impossibilità di effettuare un mercato in linea con i propri programmi e nel dover tirare fuori il meglio dei giocatori ricevuti in dote dalla precedente gestione. Quando McLeish si presentò a sorpresa alla conferenza stampa dell'11 dicembre 2001 nelle vesti di manager a fianco di Advocaat la reazione dei tifosi fu tiepida, in quanto videro in ciò il ridimensionamento delle ambizioni del club, a dispetto della buona reputazione che McLeish si era fatto allenando con buoni risultati squadre non di primo piano come gli Hibernian o il Motherwell.
Neppure mancò chi, riferendosi all'esperienza di McLeish come secondo di Alex Ferguson sulla panchina dell'Aberdeen, si chiese se un personaggio così poco legato alle sorti dei Rangers sarebbe stato in grado di gestire la contesa contro i ringalluzziti avversari del Celtic. Il giovane tecnico ebbe modo di far ricredere chi dubitava di lui: nel 2002 vinse subito la Coppa di Scozia, per giunta battendo 3-2 il Celtic con un goal del danese Løvenkrands proprio allo scadere.
L'anno successivo, il 2003, sembrò confermare le attese dei sostenitori, visto che i Rangers vinsero a marzo un'altra delle innumerevoli finali contro il Celtic, quella di Coppa di Lega, per 2-1, realizzarono il double a maggio vincendo il titolo all'ultima giornata di campionato in un finale drammatico, che vide il Celtic soccombere solo per una peggiore differenza-reti (+72 contro +73 dei Rangers); infine, una settimana più tardi, completarono il loro settimo treble battendo in finale di Coppa di Scozia il Dundee per 1-0. Il treble coincise anche con il 50º titolo di campione di Scozia, che fece dei Rangers il primo club europeo a tagliare tale prestigioso traguardo.
Tuttavia, gli effetti del dissesto economico lasciato da Advocaat iniziarono a farsi sentire: il calo di risorse finanziarie impose pesanti tagli alle spese, che si concretizzò nella cessione di giocatori anche di successo ma costosi come Lorenzo Amoruso, il nazionale Neil McCann, e nella necessità di rimpiazzarli con giovani di talento ma di basso costo o a parametro zero. E in effetti, nel 2003/04, la squadra rimaneggiata in tal senso riuscì a prendere la testa del campionato e a qualificarsi per la Champions' League, ma la cessione in corso d'opera del capitano Barry Ferguson provocò una grave flessione nella squadra e il mancato successo in tutte le competizioni. Tra gli acquisti a basso costo della successiva stagione 2004/05 vi fu il serbo Dragan Mladenović, pagato un milione di sterline e utilizzato pochissimo per via degli infortuni. Dopo la sconfitta contro il Celtic in campionato e l'esclusione dall'Europa, la società decise di cedere Boumsong al Newcastle Utd dopo sei mesi al club, e con i soldi della vendita (8 milioni di sterline) i Rangers acquistarono Thomas Buffel e richiamarono a casa l'ex capitano Barry Ferguson. Arrivarono così la Coppa di Lega a marzo, vinta battendo il Motherwell per 5-1 in finale e, alquanto inaspettatamente, il 51º titolo di campione di Scozia, vinto ancora una volta dopo un testa-a-testa contro il Celtic risolto solo all'ultimo minuto dell'ultima giornata.
L'ultima stagione di McLeish cominciò male, con una rapida eliminazione dalla coppa di Lega a opera, ancora una volta, del Celtic. Nonostante le dichiarazioni di David Murray, che assicurò fiducia a tempo indeterminato al tecnico, molti ritennero che la fiducia fosse motivata dal fatto che il presidente del club non poteva ancora ingaggiare il francese Paul Le Guen, che era il vero obiettivo della società. La dichiarazione di fiducia ebbe un benefico effetto sulla squadra, che si riprese, ma ebbe un calo in primavera, perdendo quasi la metà delle rimanenti partite di campionato. Alla fine della stagione, conclusasi senza vittorie, McLeish rassegnò le dimissioni, peraltro già annunciate a febbraio.
McLeish vinse sette titoli (un treble e due double) nei suoi sei anni di guida. Rimane agli archivi anche il primato di 50 titoli nazionali, conseguito proprio da McLeish.

## Il fallimento Le Guen (2006-2007)

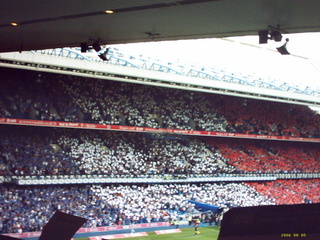
Bandiera francese a Ibrox per salutare Paul Le Guen

L'esperienza del francese Paul Le Guen alla guida dei Rangers è, a tutt'oggi, notevole soprattutto per la sua estrema brevità: solo sei mesi, dal luglio 2006 al gennaio 2007. Appena arrivato, il tecnico, già allenatore del Lione pluricampione di Francia, forte di un budget garantito da un nuovo sponsor del club, diede avvio a una faraonica campagna acquisti con l'ingaggio del sudafricano Dean Furman dal Chelsea, dei francesi William Stanger (poi lasciato libero a febbraio 2007 dal club) e Antoine Ponroy dal Rennes, il ceco Libor Sionko e lo svedese Karl Svensson, mentre lasciò libero il beniamino di Ibrox Alex Rae di trasferirsi al Dundee, dove è attualmente giocatore-allenatore.
Una prima amichevole contro i campioni nordirlandesi del Linfield per 2-0 il 6 luglio 2006 a Belfast fece ben sperare, anche se le prime avvisaglie di una stagione non facile giunsero durante una tournée in Sudafrica poco dopo, quando i Rangers furono sconfitti dai campioni sudafricani del Mamelodi Sundowns. Dopo due vittorie iniziali in campionato, il primo match impegnativo per i Rangers, contro il Dundee Utd., vide la squadra pareggiare per 2-2, per giunta costretta a inseguire dallo 0-2. A novembre la squadra era già terza a 15 punti dal Celtic capolista. A dispetto dei buoni risultati della Coppa UEFA, in cui i Rangers hanno raggiunto gli ottavi di finale, e dopo numerosi problemi con lo spogliatoio, altri arrivi, cessioni e giocatori ceduti in prestito, il 4 gennaio 2007 Le Guen ha rassegnato le dimissioni da tecnico senza essere mai riuscito a far fare alla squadra un decisivo salto di qualità.

## Il nuovo corso di Walter Smith (dal 2007)

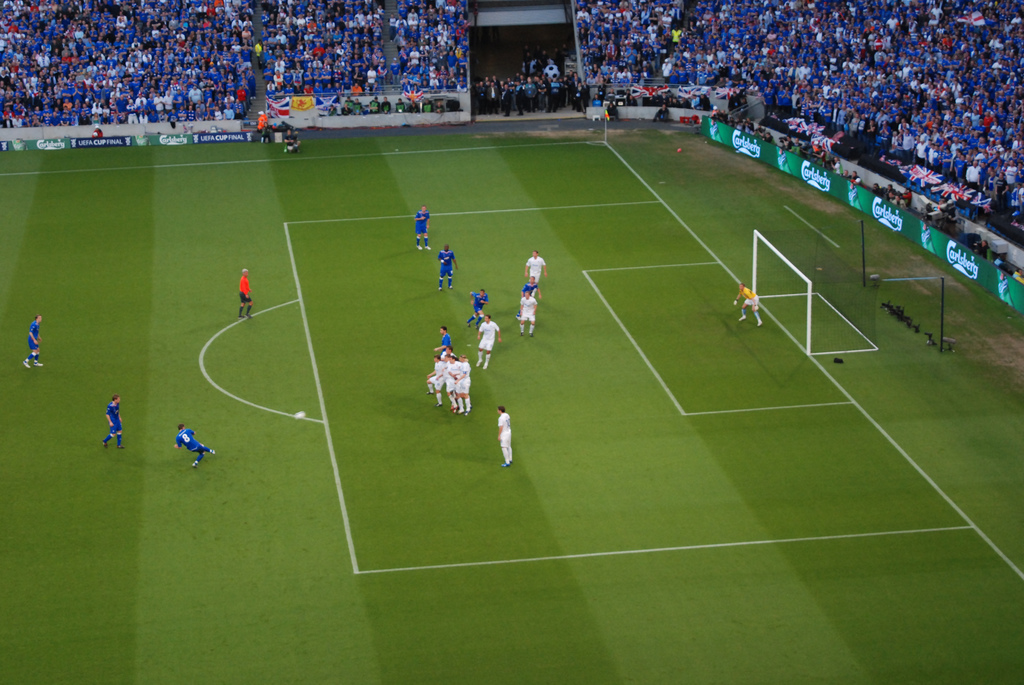
La finale di UEFA contro lo Zenit

Dopo l'abbandono di Le Guen la stampa trovò «comprensibile» che la nuova struttura societaria prevedesse il ritorno di Walter Smith come allenatore e Ally McCoist come suo vice. Tuttavia, essendo Smith in quel momento l'allenatore della nazionale scozzese, la Federazione sulle prime rifiutò di lasciarlo libero e, una volta che lo stesso Smith si dimise, annunciò azioni legali contro di lui per inadempienza contrattuale. Il 10 gennaio 2007 la coppia Smith-McCoist assunse in ogni caso la guida tecnica del club.
Sotto la guida tecnica di Smith i Rangers hanno chiuso la stagione 2006-2007 al secondo posto della Scottish Premier League, anche se il nuovo manager può vantare al suo attivo due vittorie sui rivali cittadini, la prima per 1-0, ottenuta l'11 marzo 2007 al Celtic Park, la più recente ad Ibrox per 2-0 il 5 maggio.
Nel 2007-08, dopo l'eliminazione dalla Champions League giungendo al 3º posto in un difficile girone con Barcellona, Lione e Stoccarda, i Rangers hanno compiuto un positivo cammino in Coppa UEFA, conclusosi con la sconfitta per 0-2 in finale al City of Manchester Stadium il 14 maggio 2008 contro lo Zenit San Pietroburgo, allenato proprio da Dick Advocaat. Hanno poi vinto la Scottish Cup battendo in finale il Queen of the South per 3-2.
Dopo tre anni di attesa, i Rangers sono tornati a vincere il campionato scozzese (il loro 52º) nella stagione 2008-09. Inoltre si sono aggiudicati per la 33ª volta la Scottish Cup battendo il Falkirk per 1-0.

### 2010-2012: il fallimento
Il 6 maggio 2011, David Murray vende il club alla Wavetower Limited di proprietà della Liberty Capital detenuta da Craig Whyte per 1 sterlina.
Nel giugno 2011 viene ingaggiato come tecnico l'ex giocatore Ally McCoist che fallisce la qualificazione alla fase a gironi della Champions.
Il 14 febbraio 2012 i Rangers entrano in amministrazione controllata a causa del mancato pagamento di 9 milioni di sterline al fisco britannico. Con l'ingresso in amministrazione vengono sottratti al club 10 punti in campionato.
Gli amministratori hanno elaborato un piano di taglio di costi al fine di risanare le finanze del club, anche proponendo ai giocatori di decurtarsi il 75% dello stipendio. Il debito è di oltre 100 milioni di euro. Il termine ultimo per l'estinzione del debito è stato confermato al 31 marzo 2012. Il club, che non ha ricevuto offerta da nessun investitore, ha dichiarato che non riuscirà a coprire il debito.
Il 6 maggio 2012 l'ex proprietario dello Sheffield United, Charles Green, è stato nominato dagli amministratori Duff&Phelps quale preferred bidder (miglior offerente) per l'acquisto del club, proponendo ai creditori un CVA (Company Voluntary Arrangment) - un accordo per la restituzione di parte del debito - per appianare i 93,5 milioni di sterline dovuti.

#### La messa in liquidazione e l'esclusione della NewCo Rangers dalla SPL
Il 14 giugno 2012 il CVA presentato da Charles Green a tutti i creditori è stato rifiutato dall'HMRC, come anticipato dal fisco già nella giornata del 12 giugno 2012, e da altri creditori, e la società è stata messa in liquidazione.
Lo stesso 14 giugno Charles Green ha acquistato gli assets (Ibrox, Murray Park, etc.) della squadra per 5,5 milioni di sterline ed ha formato una NewCo (una nuova società che sarà nominata The Rangers Football Club).
Il 4 luglio i 12 clubs della SPL hanno votato sull'ipotesi del passaggio della titolarità della posizione in SPL dai Rangers (in liquidazione) alla NewCo Rangers (di proprietà di Charles Green)(per essere accettata la NewCo doveva avere almeno 8 voti favorevoli su 12).
Già tra il 22 e il 25 giugno 2012 con appositi comunicati stampa Hibernian, Hearts, Dundee Utd, Inverness CT, Aberdeen e St. Johnstone avevano annunciato che il 4 luglio avrebbero votato no alla NewCo in SPL, anticipando di fatto l'esito del voto, perché la NewCo Rangers avrebbe avuto bisogno di almeno otto voti a favore per rientrare direttamente in SPL.
La votazione è stata comunque effettuata il 4 luglio 2012, e la risposta dei clubs scozzesi è stata di 10 voti a sfavore, un astenuto (Kilmarnock) e un voto a favore (gli stessi Rangers in liquidazione). Tra le motivazioni addotte dai club si è sottolineato che «l'azione è stata fatta per proteggere l'integrità del gioco del calcio in Scozia».
Il 13 luglio i 30 clubs della SFL (Scottish Football League), partecipanti alla Prima, Seconda e Terza Divisione scozzese, hanno votato se ammettere la NewCo Rangers (di proprietà di Charles Green) in Third Division o direttamente in First Division (la seconda serie). Nei giorni precedenti la votazione, la FIFA aveva dichiarato che "il merito sportivo" doveva essere messo al primo posto nella decisione su quale campionato la NewCo Rangers avrebbe dovuto disputare la stagione successiva, sebbene avesse sottolineato che non sarebbe intervenuta sulla decisione finale, che spettava alla SFA. Inoltre sempre nei giorni precedenti, 17 clubs su 30 (la maggioranza) avevano dichiarato che all'incontro avrebbero votato a sfavore dell'ammissione della NewCo Rangers direttamente in First Division, rendendo di fatto la votazione una mera formalità. La votazione è comunque stata effettuata nella mattinata di venerdì 13 luglio 2012 e con un esito di 25 a 5, i clubs scozzesi hanno indicato di volere che i NewCo Rangers partissero dalla serie più bassa: la Third Division. Tale decisione non è stata ancora ratificata dalla SFA. Intanto dopo un iniziale comunicato stampa in cui la NewCo Rangers si augurava che venisse introdotta, come annunciato da alcuni organi di stampa, la SPL2 - in cui sarebbe invitata la stessa NewCo Rangers assieme ad altri club di First Division, scavalcando così il voto della SFL, il 16 luglio 2012 il presidente della NewCo Rangers Charles Green ha dichiarato di essere pronto ad entrare in Third Division, anche se sono necessari ancora alcuni step prima che l'SFA possa accettare la loro membership.
Il 15 luglio 2012 il capo cronista di Channel 4, Alex Thompson, aveva intanto svelato un'e-mail confidenziale inviata da Stewart Regan, il presidente della SFA, ai massimi esponenti del calcio scozzese il 23 giugno 2012, in cui era riassunto il piano segreto per creare la SPL2 in cui invitare anche la NewCo Rangers, scavalcando ogni tipo di risultato sarebbe occorso alle votazioni sia dei clubs di SPL (il 4 luglio) che di quelli della SFL (il 14 luglio), che in entrambi i casi sono risultate sfavorevoli alla NewCo Rangers di Charles Green. Venuti a conoscenza di questa lettera, molti presidenti dei clubs di SPL hanno richiesto le dimissioni di Regan.
Il 27 luglio 2012 l'SFA concede alla NewCo Rangers una membership temporanea per permettere alla squadra di disputare il primo turno della Ramsdens Cup contro il Brechin City. La NewCo Rangers ha accettato di pagare tutti i debiti sportivi dei Rangers in amministrazione e l'embargo di acquisto giocatori per 12 mesi (embargo che inizierà il 1º settembre 2012).

#### Il passaggio dei calciatori dai Rangers in liquidazione alla NewCo
Il 24 giugno 2012 Steven Whittaker e Steven Naismith si rifiutano di trasferire i loro contratti alla NewCo, dichiarandosi giocatori liberi sul mercato. All'addio di Whittaker e Naismith, hanno fatto seguito le dichiarazioni di Sone Aluko e Rhys McCabe, che hanno annunciato di non voler trasferire i loro contratti alla NewCo mentre invece Lee Wallace si è reso disponibile ad iniziare il pre-stagione con la nuova squadra nonostante il suo futuro incerto. Nel corso di poche ore, il 26 giugno 2012 in rapida successione annunciano di non volersi trasferire alla NewCo anche Jamie Ness, Kyle Lafferty, Steven Davis e Allan McGregor.
Nel frattempo il presidente della NewCo Rangers, Charles Green, ha bloccato il trasferimento di cinque giocatori (Steve Davis, Kyle Lafferty, Jamie Ness, Steven Whittaker e Steven Naismith) dichiarando che a suo modo di vedere non possono considerarsi svincolati, sebbene la PFA (Player Football Association) li consideri invece tali. In tali condizioni la SFA (Scottish Football Association) non può procedere a completare il trasferimento internazionale (ITC), perché tale trasferimento deve essere firmato da ambo le parti. Margaret Gribbon, avvocatessa della PFA che rappresenta gli interessi di Steve Davis, Allan McGregor, Rhys McCabe, Sone Aluko, Jamie Ness, Kyle Lafferty e John Fleck, ha richiesto l'intervento della FIFA per permettere ai giocatori di giocare durante il periodo di arbitrato. Il 15 luglio 2012 la FIFA ha quindi scritto alla SFA per avere chiarimenti al riguardo entro sette giorni, per permettere ai giocatori trasferitisi all'estero di giocare con le loro nuove squadre (il nord irlandese Kyle Lafferty non ha potuto giocare il debutto nel campionato svizzero nel Sion giocato il 15 luglio 2012).
Il 17 luglio 2012 viene annunciato dallo stesso Charles Green della NewCo Rangers che Carlos Bocanegra, Maurice Edu e Dorin Goian non trasferiranno i loro contratti dai Rangers FC alla NewCo.

#### Continuano i guai giudiziari
Il 22 giugno 2012 Lord Hodge della Court of Session di Edimburgo ha ordinato agli amministratori Duff e Phelps di provare entro 21 giorni che non vi sia un conflitto di interesse nel ruolo svolto dal 14 febbraio 2012 come amministratori del club, come messo in luce nel documentario BBC The men who sold the jersey andato in onda a fine maggio sulla BBC Scotland.
Il 25 giugno 2012 il Crown Office ha inoltre confermato di aver ordinato alla Strathclyde Police di indagare sul passaggio di proprietà dei Rangers da David Murray a Craig Whyte nel maggio 2011.
Il 2 agosto 2012 l'SPL ha confermato di aver nominato una commissione indipendente per investigare se i Rangers abbiano violato il regolamento della SPL relativamente al problema dei contratti dei giocatori (EBT e doppi contratti). Tale commissione è presieduta da Lord Nimmo Smith. La Commissione si riunisce martedì 11 e mercoledì 12 settembre 2012.
Dopo il fallimento del 2012 la squadra è in attesa della liquidazione. I NewCo Rangers di Charles Green partono dalla Scottish Third Division, la quarta divisione scozzese.